# 파이어 엠블렘 열화의 검
《파이어 엠블렘 열화의 검》(일본어: ファイアーエムブレム 烈火の剣 ファイアーエムブレム れっかのけん[*], Fire Emblem: The Blazing Blade)은 전략 롤플레잉 게임인 파이어 엠블렘 시리즈의 일곱 번째 게임이다. 인텔리전트 시스템즈에서 개발하였으며, 닌텐도에서 2003년 4월 25일 일본에 게임보이 어드밴스로 출시하였다. 같은 해 11월 3일 《파이어 엠블렘》(Fire Emblem)이라는 제목으로 북미에 발매되면서 시리즈 최초로 일본 외 지역에 출시되었다.
《파이어 엠블렘 열화의 검》은 전작인 《파이어 엠블렘 봉인의 검》의 에레브 대륙을 배경으로 20년 전의 시간대를 다루는 프리퀄이다. 주인공 캐릭터인 린, 엘리우드, 헥토르 등이 엘리우드의 아버지인 엘버트를 구하기 위해 행동하면서 더 큰 음모를 파헤치게 되는 내용을 스토리로 하고 있다. 이전 파이어 엠블렘 시리즈와 같이 격자 맵에서 다양한 직업군의 캐릭터를 조작하는 전략 롤플레잉 게임으로 구성되어 있으며, 유닛이 전투에서 패배할 시 영구히 사망하는 특징도 그대로 이어지고 있다.
《파이어 엠블렘 열화의 검》은 어드밴스 워즈 시리즈가 해외에서 흥행하고, 대난투 스매시 브라더스에 파이어 엠블렘 시리즈의 캐릭터들이 출연하면서 일본 외 게이머들에게서 시리즈에 대한 관심이 높아지자 이에 힘입어 북미에 발매되었다. 

## 개발
《파이어 엠블렘 열화의 검》은 시리즈의 개발사인 인텔리전트 시스템즈가 개발하였다. 인텔리전트 시스템즈의 나리히로 토오루(成広 通)와 이즈시 타케히로(出石 武宏)가 프로듀서로, 닌텐도의 야마가미 히토시(山上 仁志)가 감독하고 카네다 타에코(金田 妙子), 니시무라 켄타로(西村 健太郎)가 디렉터를 맡았다. 시나리오 스크립트는 요코야마 켄과 마에다 코헤이(前田 耕平)가 작성하였으며 캐릭터 디자인은 와다 사치코(ワダサチコ)가 담당했다.

## 각종 미디어 관련 상품
- 소설
  - 소설 파이어 엠블렘~열화의 검 에레브 동란 (스퀘어 에닉스)
    - 상권 2004년 1월 30일 발매
    - 중권 2004년 3월 19일 발매
    - 하권 2004년 4월 2일 발매

真坂和義 저 카네다 에이지 화

## 그 외
- 대난투 스매시브라더스 X
  - 「공격~도전하는 싸움(攻撃〜挑まれた戦い)」의 어레인지 곡이 수록되고 있다.
  - 피규어는, 어시스트 피규어로서 참전하고 있는 린이 있다.
  - 실은, 엘리우드, 린, 헥토르, 니니안, 기가 있다.

## 평가
| 평가 |                     |
| --- | ------------------- |
| 통합 점수 통합사 점수 메타크리틱 88/100 (31 reviews) [ 2 ] 평론 점수 평론사 점수 유로게이머 9/10 [ 3 ] 패미츠 34/40 [ 4 ] 게임프로 4.5/5 [ 5 ] 게임스팟 8.9/10 [ 6 ] 게임스파이 [ 7 ] IGN 9.5/10 [ 8 ] PALGN 9/10 [ 9 ] |                     |
| 통합 점수 |                     |
| 통합사 | 점수                |
| 메타크리틱 | 88/100 (31 reviews) |
| 평론 점수 |                     |
| 평론사 | 점수                |
| 유로게이머 | 9/10                |
| 패미츠 | 34/40               |
| 게임프로 | 4.5/5               |
| 게임스팟 | 8.9/10              |
| 게임스파이 | [ 7 ]               |
| IGN | 9.5/10              |
| PALGN | 9/10                |